# Ligne Meitetsu Komaki
La ligne Meitetsu Komaki (名鉄小牧線, Meitetsu Komaki-sen) est une ligne ferroviaire de la compagnie privée Meitetsu située dans la préfecture d'Aichi au Japon. Elle relie la gare de Kamiiida à Nagoya à la gare d'Inuyama à Inuyama.

## Histoire
La ligne est ouverte en 1931.

## Caractéristiques

### Ligne
- écartement des voies : 1 067 mm
- électrification : 1 500 V cc par caténaire
- nombre de voies : 
  - double voie de Kamiiida à Komaki
  - voie unique de Komaki à Inuyama

### Services et interconnexion
La ligne est prolongée par la ligne Kamiiida du métro de Nagoya à Kamiiida. Les services entre les 2 lignes sont communs. 

### Liste des gares
La ligne comporte 14 gares.
| Numéro | Gare             | Nom japonais | Distance (km) | Correspondances                             | Localisation    |
| ------ | ---------------- | ------------ | ------------- | ------------------------------------------- | --------------- |
| KM13   | Kamiiida         | 上飯田       | 0             | Métro de Nagoya : Kamiiida (interconnexion) | Kita-ku, Nagoya |
| KM12   | Ajima            | 味鋺         | 2,3           |                                             | Kita-ku, Nagoya |
| KM11   | Ajiyoshi         | 味美         | 3,7           |                                             | Kasugai         |
| KM10   | Kasugai          | 春日井       | 5,4           |                                             | Kasugai         |
| KM09   | Ushiyama         | 牛山         | 6,9           |                                             | Kasugai         |
| KM08   | Manai            | 間内         | 7,8           |                                             | Kasugai         |
| KM07   | Komakiguchi      | 小牧口       | 9,0           |                                             | Komaki          |
| KM06   | Komaki           | 小牧         | 9,8           |                                             | Komaki          |
| KM05   | Komakihara       | 小牧原       | 11,3          |                                             | Komaki          |
| KM04   | Ajioka           | 味岡         | 12,4          |                                             | Komaki          |
| KM03   | Tagata-jinja-mae | 田県神社前   | 13,3          |                                             | Komaki          |
| KM02   | Gakuden          | 楽田         | 14,9          |                                             | Inuyama         |
| KM01   | Haguro           | 羽黒         | 17,9          |                                             | Inuyama         |
| IY15   | Inuyama          | 犬山         | 20,6          | Meitetsu : Hiromi, Inuyama                  | Inuyama         |